# 1917 en hockey sur glace
Cette page présente les éléments de hockey sur glace de l'année 1917, que ce soit d'un point de vue rencontres internationales ou championnats nationaux. Les grandes dates des différentes compétitions sont données ainsi que les décès de personnalités du hockey mondial.

## Amérique du Nord

### Ligue nationale de hockey
- 22 novembre : création des Maple Leafs de Toronto.

- 26 novembre : création de la ligue nationale de hockey.